# Agnes Frijs
Agnes Ragnhild Amalie Krag-Juel-Vind-Frijs (født 18. maj 1852, død 5. april 1871) var dansk komtesse.
Hun døde af tyfus, i Napoli, på en rejse til Italien. 
Der blev i 1898 oprettet en stiftelse i hendes navn: Comtesse Agnes Frijs' Stiftelse. Herfra blev der årligt uddelt midler efter bestemte regler om tilhørsforhold til Frijsenborg. I år 2005 blev stiftelsen omdøbt til Lensgreve Karl Wedells og Comtesse Agnes’ Stiftelse.
"...Grundtrækket i hendes Væsen var trofast Kjærlighed", sagde Pastor Andresen i sin tale ved jordpåkastelsen, og "...intet falskt, intet Paataget, intet blot Skin – sig selv var hun og blev hun under alle Forhold, og derfor var der Ærlighed i hendes Sind...".
Agnes Frijs ses på flere billeder af forfatteren H.C. Andersen, der læser op på Frijsenborg. 